# صير (قلقيلية)
خِرْبِة صِيْر هي قرية فلسطينية تتبع محافظة قلقيلية شمال الضفة الغربية وتبعد عنها 7 كم، على ارتفاع 250 متر عن مستوى سطح البحر. تبلغ مساحة أراضي صير حوالي 2994 دونم تشغل أبنية ومنازل القرية منها ما مساحته 100 دونم. يحد القرية من الشمال قرية كفر زيباد، ومن الشمال الشرقي كفر عبوش، ومن الشرق باقة الحطب، من الجنوب الشرقي كفر لاقف، من الجنوب قرية عزون ومن الجنوب الغربي قرية البني إلياس، ومن الشمال الغربي قرية جيوس. 

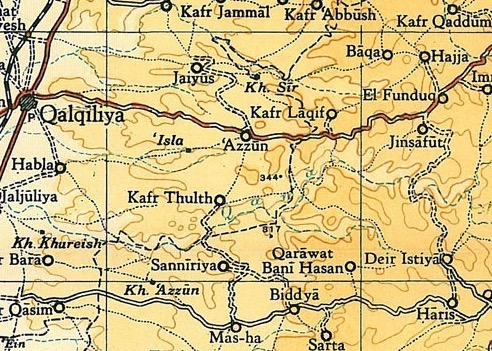
خربة صير

## سبب التسمية
أصل تسمية القرية بهذا الإسم نسبة للخربة القديمة الموجودة فيها والتي على الأرجح أنها نسبةً إلى مملكة صير التاريخية.

## التاريخ
عُثر في القرية على قطع أثرية تعود للفترة البيزنطية.

### العصر العثماني
تبعت قرية صير إلى الإمبراطورية العثمانية في عام 1517 مع كل فلسطين، وكانت تتبع سنجق نابلس ضمن ولاية شرق بيروت. في عام 1596 ظهر لأول مرة اسم القرية في سجلات الضرائب العثمانية، حيث دفعوا معدل ثابت للضريبة بنسبة 33,3٪ على المنتجات الزراعية المختلفة، مثل القمح، والشعير، والمحاصيل الصيفية، والزيتون، والماعز، وخلايا النحل. عام 1882، أجرى صندوق استكشاف فلسطين الغربية مسحاً للقرية ووصفها بأنه «يوجد فيها مقبرتين صخريتين، وتلة كبيرة، فيها بئر وتشرف على كل المنطقة القديمة».

### الانتداب البريطاني
في عام 1917، سقطت القرية بيد الجيش البريطاني، ودخلت مع باقي فلسطين مظلة الانتداب البريطاني على فلسطين عام 1920، وأصبحت ضمن قضاء طولكرم في تلك الفترة حتى وقوع النكبة.

### الحكم الأردني
في أوائل خمسينيات القرن العشرين أتبعت القرية للحكم الأردني بين حربي 1948 و1967، وكانت تتبع إدارياً إلى قضاء طولكرم.

### النكسة
سقطت القرية في يد الاحتلال بعد حرب النكسة.

### السلطة الفلسطينية
بعد تأسيس السلطة الفلسطينية أتبعت إدارياً لمحافظة قلقيلية.

## السكان
دخلت فلسطين وفود كبيرة عبر العصور من تجار وغيرهم؛ وذلك لموقعها الهام كنقطة وصل بين القارات، ومركز للحضارات والأديان. يبلغ عدد سكان صير حاليا حوالي 645 نسمة جميعهم من المسلمين، وذلك حسب التعداد العام للسكان 2017 الذي أجراه الجهاز المركزي للإحصاء الفلسطيني.
| السنة      | تعداد (1997) | تعداد (2007) | تقدير (2012) | تعداد (2017) |
| ---------- | ------------ | ------------ | ------------ | ------------ |
| عدد السكان | 382          | 442          | 503          | 645          |

## الاقتصاد

### الزراعة
تعد الزراعة القطاع الاقتصادي الرئيسي في البلدة، تنتج البلدة محاصيل الزيتون، والتين، واللوز، والعدس، والقمح وبعض الخضراوات. لكن التوسع العمراني للبلدة والتوسع في البنية التحتية وفتح الشوارع قلص المساحات المزروعة من الأراضي الزراعية. تراجعت في السنوات الأخيرة أعداد الثروة الحيوانية بسبب ارتفاع أسعار الأعلاف وقلة المساحات الحيوية.

## وصلات خارجية
- صفحة قرية صير في موقع «فلسطين في الذاكرة».